# Δ-反轉錄病毒屬
δ-反轉錄病毒屬（Deltaretrovirus）是一個反轉錄病毒科的屬。它外源幾組在哺乳動物身上發現。
例子有牛白血病病毒和人類T型淋巴細胞白血病病毒。

## 外部連結
- 微生物免疫學-Retroviridae(反轉錄病毒科) （页面存档备份，存于）